# Wijk aan Zee
Wijk aan Zee (ejtsd: wejk-án-zé) település Hollandia Észak-Holland tartományában, Beverwijk község területén, az Északi-tenger partján. Az évente tartott Corus sakktorna (korábbi nevén Hoogovens torna), a nemzetközi sakkélet egyik legtekintélyesebb eseményének helyszíne.
Lakóinak száma mintegy 2400.
Népszerű turistacélpont. 1999-ben az Európa Kulturális Faluja cím birtokosa.

## Háztartások száma
Wijk aan Zee háztartásainak száma az elmúlt években az alábbi módon változott: